# اورتون (ادن)
اورتون (به انگلیسی: Orton) یک روستا و محله مدنی در بریتانیا است که در منطقه ادن واقع شده‌است. اورتون ۵۸۸ نفر جمعیت دارد.